# Mouta de Dailam
Mouta ou Mehta Dailami était un commandant iranien daylamite sous le service sassanide pendant l'invasion arabe de l'Iran. Mouta était originaire de Gilan.
Mouta Dailami était dans la bataille de Qadisiya dans le corps de Rostam Farrokhzad en 636 et est revenu avec le corps iranien après leur défaite et la mort de Rostam. Après la bataille de Nahavand, au cours de laquelle l'effondrement de l'armée sassanide, la nouvelle de la grande défaite des Iraniens s'est répandue dans tout l'Iran. Après avoir entendu cette nouvelle, Mouta a été profondément ému et a décidé de combattre les Arabes avec le Corps de Gilan et de les expulser d'Iran.
Après cette décision, il a envoyé une lettre à Ray à Farrokhan (gouverneur de Ray) et Esfandiar (neveu de Rostam Farrokhzad et gouverneur d'Azerbaïdjan) et les a invités à l'aider dans la guerre contre les Arabes en termes de main-d'œuvre. Esfandiar, qui ressentait le ressentiment des tueurs de Rostam dans son cœur, a immédiatement accepté la demande. Ces forces se sont rassemblées autour de Dashtabi et ont divisé les tâches. Esfandiar et Farrokhan sont convenus que le commandant en chef de l'armée devrait être en charge de Mouta, puis ils étaient prêts à combattre les envahisseurs.
A cette époque, Yazdgard III fuyait vers Merv, et après la défaite de Nahavand, tout l'ouest de l'Iran était tombé aux mains des Arabes. Le souverain de Hamedan à cette époque était Naeem bin Muqrin, et les Arabes ont décidé d'attaquer Ray depuis Hamedan, alors ils ont rassemblé une force à Hamedan. Après avoir appris l'approche de l'armée sassanide, Naeem bin Muqrin est devenu très effrayé et a écrit une lettre à Omar demandant des renforts et s'échappant de Hamedan avec son armée.
Muta a affronté les Arabes dans la bataille de Waj Roudh. Il a cependant été vaincu et tué par Naeem ibn Muqarrin.

## Sources
- Wilferd Madelung, Wolfgang Felix (1995). "DEYLAMITES". Encyclopaedia Iranica, Vol. BII, Fasc. 4. pp. 342–347.
- Parvaneh Pourshariati, Decline and Fall of the Sasanian Empire: The Sasanian-Parthian Confederacy and the Arab Conquest of Iran, London and New York, I.B. Tauris, 2008 (ISBN 978-1-84511-645-3, lire en ligne)
- Abu Ja'far Muhammad ibn Jarir Al-Tabari, The History of Al-Ṭabarī., vol. 40 vols., Albany, NY, State University of New York Press, 1985–2007